# Mesoleptus reclinator
Mesoleptus reclinator är en stekelart som beskrevs av Schiodte 1839. Mesoleptus reclinator ingår i släktet Mesoleptus och familjen brokparasitsteklar. Inga underarter finns listade i Catalogue of Life.